# Jennifer Grant
Pour les articles homonymes, voir Grant.
Jennifer Grant, née le 26 février 1966 à Burbank (Californie), est une actrice américaine.

## Biographie
Elle est la fille des acteurs Cary Grant et Dyan Cannon.
Ses parents ont divorcé quand elle avait trois ans. Cependant elle a toujours communiqué avec son père qui s'est totalement opposé à ce qu'elle devienne actrice.
Après avoir terminé ses études à l'Université Stanford avec un diplôme en histoire et en sciences politiques, elle a travaillé pendant quelques années.
Ce ne fut qu'après la mort de son père (1986) qu'elle se décida, encouragée par sa mère, à suivre sa vraie passion : le théâtre.
Elle obtint son premier rôle dans la série Beverly Hills 90210.
Mariée à Randy Zisk, elle se sépara de lui trois ans plus tard.
Jennifer donne naissance le 12 août 2008 à un fils appelé Cary Benjamin. Le 23 novembre 2011, elle donne naissance à une fille appelée Davian Adele.

## Filmographie

### Cinéma
- 1996 : Pulsions primaires : Nicky Carter
- 1996 : Étoile du soir (The Evening Star) : Ellen
- 1998 : My Engagement Star : Noa Roth
- 1998 : Erasable You : Stephanie
- 2000 : The View from the Swing : Jocelyn Whitaker
- 2005 : Going Shopping : Quinn
- 2005 : Welcome to California : Une actrice / Jennifer
- 2015 : Dans la peau de mon père : Trish
- 2022 : Babylon de Damien Chazelle : Mildred Yates

### Télévision
- 1993 : Coup de foudre à Miami (série télévisée) : Susie Knight
- 1993-1994 : Beverly Hills 90210 (série télévisée) : Céleste Lundy
- 1995 : Friends (série télévisée) : Nina Bookbinder as Michelle
- 1997 : Walker, Texas Ranger (série télévisée) : Ellen Jordan Garrett
- 1997 : Chicago Sons (série télévisée) : Jane
- 1997 : Ellen (série télévisée) : Erin
- 1998 : Guys Like Us (en) (série télévisée) : Leah
- 1999-2000 : Movie Stars (série télévisée) : Jacey Wyatt
- 2006 : Les Experts (CSI: Crime Scene Investigation) (série télévisée) : Sedona Wylie
- 2007 : Le Secret de ma fille (My Daughter's Secret) (TV) : Denise